# Kraan
Kraan je německá krautrocková hudební skupina. Vznikla v Ulmu, kde měli bratři Peter Wolbrandt a Jan Fride Wolbrandt od roku 1968 amatérskou kapelu Inzest, k níž se přidal baskytyrista Hellmut Hattler a spolu se saxofonistou Johannesem Pappertem v roce 1970 založili Kraan. V sedmdesátých letech žili členové skupiny v komunitě hippies ve Wintrupu v Teutoburském lese, kterou podporoval hrabě Peter Wolff Metternich zur Gracht. V roce 1990 Kraan přerušil činnost a znovu začal vystupovat v roce 2000.
Původně skupina patřila k představitelům psychedelického rocku ovlivněného Frankem Zappou, později se zaměřila na jazz fusion obohacený o vlivy orientální hudby. Nejúspěšnějším albem bylo Andy Nogger, které vyšlo v roce 1974 v produkci Connyho Planka.

## Diskografie

### Alba
- 1972 Kraan
- 1973 Wintrup
- 1974 Andy Nogger
- 1975 Kraan Live
- 1975 Let It Out
- 1977 Wiederhören
- 1978 Flyday
- 1980 Tournee
- 1982 Nachtfahrt
- 1983 X
- 1983 2 Platten (Best of Kraan)
- 1988 Kraan Live 88
- 1989 Dancing In The Shade
- 1991 Soul of Stone
- 1998 The Famous Years Compiled
- 2001 Live 2001
- 2001 Berliner Ring
- 2003 Through
- 2007 Psychedelic man
- 2010 Diamonds
- 2018 The Trio Years

## Členové
- Peter Wolbrandt – kytara
- Hellmut Hattler – baskytara
- Jan Fride – bicí

### Bývalí členové
- Ingo Bischof – klávesy
- Johannes Pappert – saxofon
- Udo Dahmen – bicí
- Joo Kraus – klávesy
- Gerry Brown – bicí, zpěv
- Tomy Goldschmidt – bicí
- Eef Albers – kytara
- Marc McMillen – klávesy, zpěv